# Chevrolet Vega
Chevrolet Vega — американский субкомпактный автомобиль, выпускавшийся с 1971 по 1977 модельный год подразделением Chevrolet компании General Motors.

## История
В 1967 году Эд Коул, президент корпорации General Motors, представил топ-менеджменту компании разработанный под его началом в инициативном порядке проект субкомпактной модели, рассчитанной на освоение в серийном производстве к началу 1970-х годов. Под обозначением XP-887 его детище одержало уверенную победу над конкурентными проектами подразделений Chevrolet и Pontiac, и вскоре было амбициозно окрещено «убийцей импортов». Официально о готовности GM в ближайшие годы поставить на конвейер автомобиль этого класса было заявлено в 1968 году, а рекламная кампания началась в мае 1970 года. Изначальная идея предполагала автомобиль массой в 907 килограммов и с розничной ценой 2000 долларов.

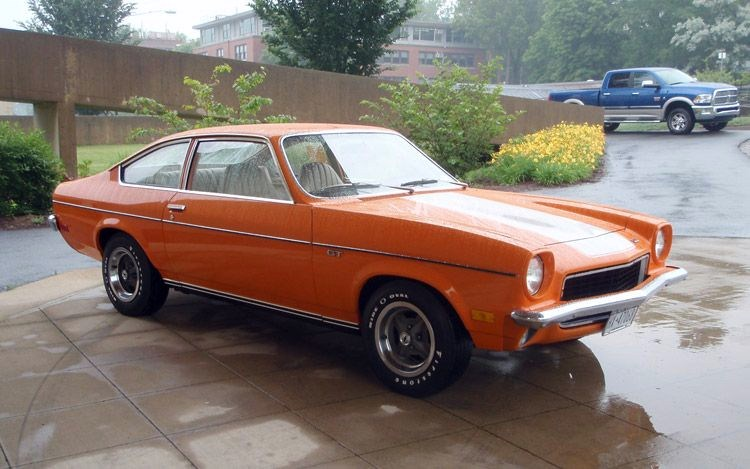
Хетчбэк.

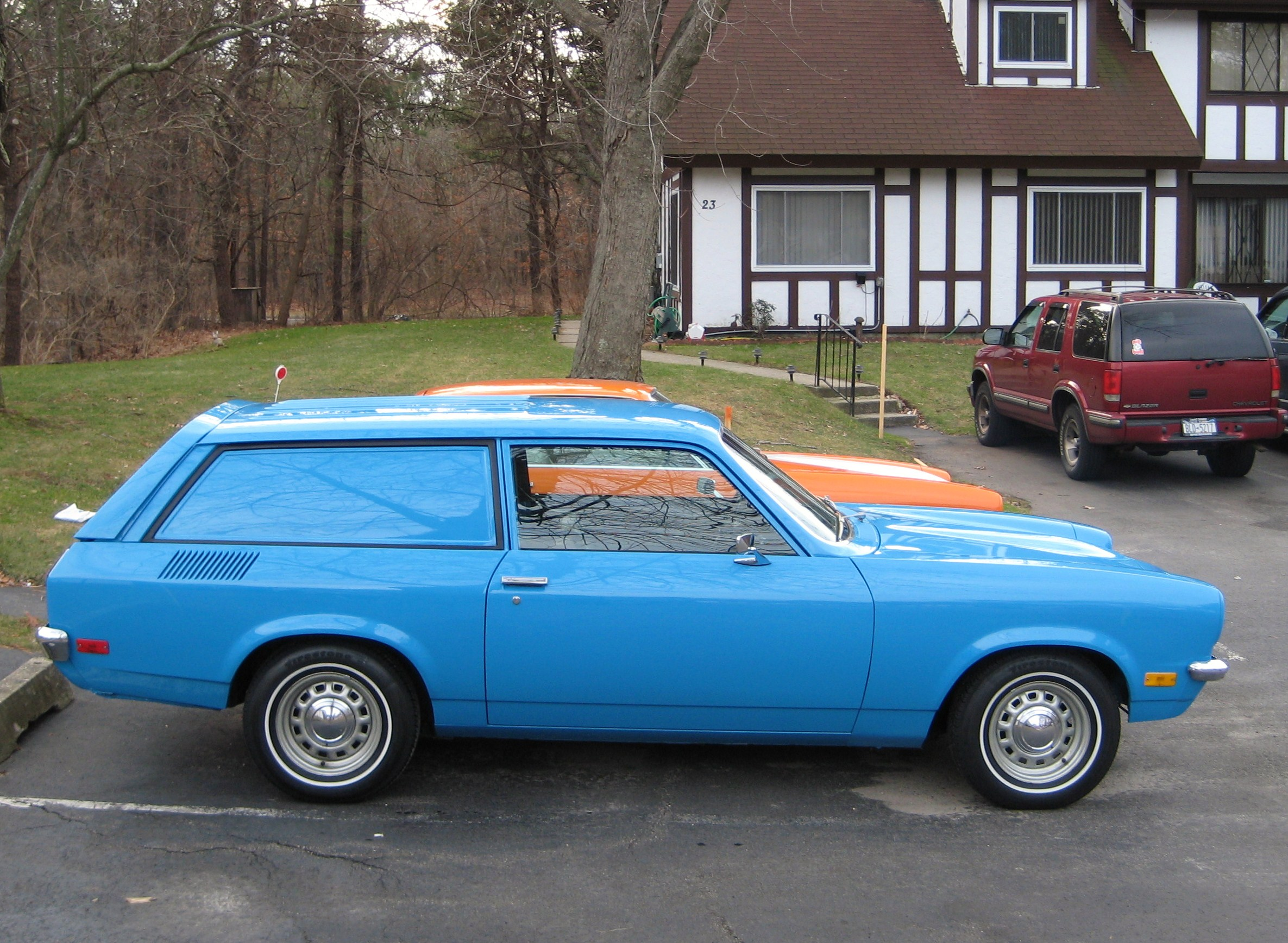
«Каммбэк»-фургон. Таких машин было выпущено очень мало, всего около 2 % от общего количества «Вег».

В соответствии с господствовавшими на момент начала её разработки в американском автопроме тенденциями, для будущей «Веги» была выбрана спортивная, «мускулистая» стилистика в духе Chevrolet Camaro также готовившегося в то время к выпуску второго поколения. В результате на свет появился автомобиль, по размеру соответствовавший европейским малолитражкам, вроде Ford Cortina Mark II, но при этом по внешности и пропорциям скорее напоминавший европейские спорткары того времени, такие, как Fiat 124 Coupé или Ferrari 365 GT. Платой за внешнюю спортивность оказался сравнительно тесный из-за длинных свесов и низкой крыши салон, что, впрочем, на тот момент не считалось существенным недостатком — в находящейся на гребне волны экономического роста Америке рубежа 1960-х и 1970-х годов модели этого класса как правило покупали либо молодые начинающие водители, ещё не озабоченные проблемой размещения в автомобиле семейства, либо на роль второй-третьей машины в семье.
Гамма предлагаемых типов кузова включала в себя двухдверное купе-нотчбэк (с небольшим выступающим багажником), официально обозначенный как Hatchback Coupe трёхдверный хетчбэк с более покатой, однако сохраняющей намёк на третий объём задней частью кузова, и достаточно элегантный трёхдверный универсал, получивший фирменное обозначение Kammback в честь швейцарца Юнибальда Камма, ещё в 1930-х годах предложившего подобную форму кузова (сегодня кузов, основанный на разработках Камма, стал стандартом де-факто для небольших автомобилей). Также на базе «каммбэка» было построено некоторое количество развозных фургонов с глухими панелями вместо задних стёкол.
Хотя первоначально свой дебют модель произвела под условным обозначением Gemini (игра слов: GM Mini — GeMini), но в конце концов для неё было выбрано имя «Вега» — в честь яркой звезды в созвездии Лиры.

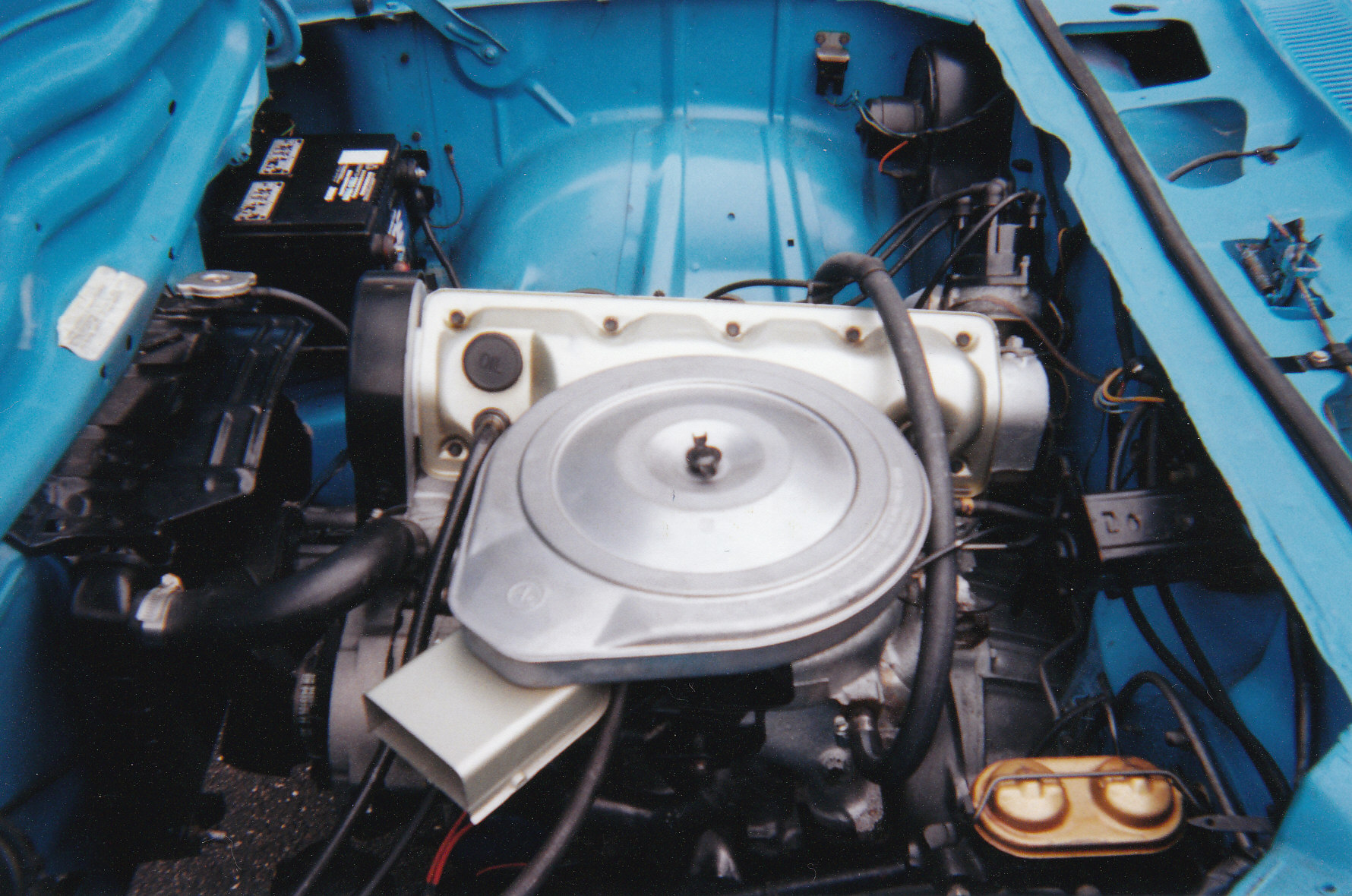
Двигатель «Веги».

С инженерной точки зрения, проектирование автомобиля по сути велось вокруг его двигателя, к разработке которого приступили ещё до принятия окончательного решения о создании будущей «Веги». В то время как раз планировалась к снятию с производства устаревшая заднемоторная компактная модель Chevrolet Corvair, которая имела алюминиевые картеры двигателя и трансмиссии. С целью сохранения высвобождавшихся при этом производственных мощностей и уникальных технологий алюминий был выбран и в качестве материала для блока цилиндров двигателя Vega.

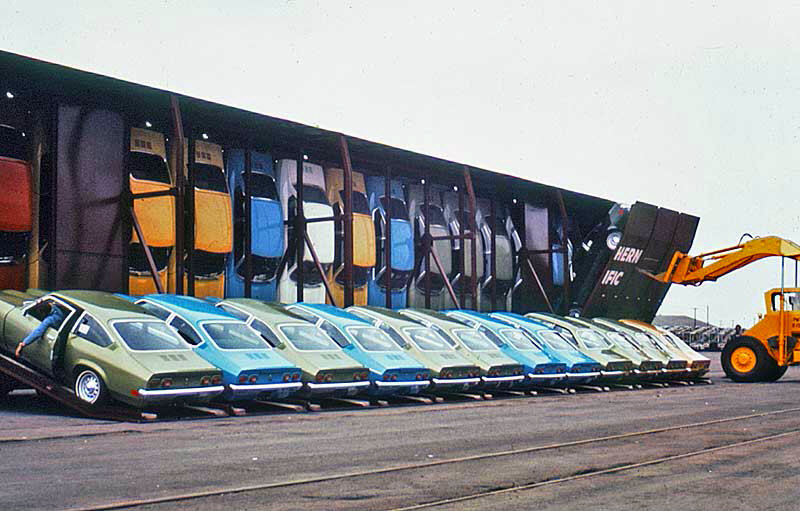
Для доставки маленьких Vega дилерам были разработаны специальные железнодорожные вагоны Vert-A-Pac, в которых машины перевозились в вертикальном положении.

Традиционная для алюминиевых двигателей конструкция предполагала наличие запрессованных в блок чугунных гильз, материал которых, в отличие от мягкого алюминия, обладал достаточно большой твёрдостью для того, чтобы служить непосредственно внутренней стенкой цилиндра, соприкасающейся при работе двигателя с поршнем (именно так были устроены, к примеру, двигатели «Волги» и «Москвича-412», некоторых моделей BMW и Jaguar V12). У Corvair же сами цилиндры вместе с рубашками воздушного охлаждения отливались из чугуна и крепились к алюминиевому блоку длинными шпильками (как на «Запорожце»).
Однако подсчёты показали, что если избавиться от гильз, экономия составит порядка 8 долларов на каждый двигатель — существенная цифра с учётом того, что планировалось выпустить миллионы экземпляров нового автомобиля. В результате было найдено, как тогда казалось, оптимальное решение: в сплав, из которого отливался блок цилиндров, было добавлено 17 % кремния, что в сочетании со специальной упрочняющей обработкой зеркала цилиндра (химическим травлением — специально подобранного состава кислота вымывала алюминий с поверхности стенки, не трогая кристаллы кремния, что создавало их повышенную концентрацию) обеспечило приемлемую твёрдость и износостойкость. Результатом стал первый в мире двигатель с алюминиевым блоком без гильз. Как ни странно, но головка цилиндров по тем же самым соображениям экономии была сделана из чугуна, в то время, как даже на большинстве двигателей с чугунным блоком она в то время делалась из алюминия — алюминиевая головка блока для «Веги» была спроектирована, но до серийного производства так и не дожила. Так что выигрыш в 25 кг веса, полученный за счёт алюминиевого блока, в значительной степени аннулировался.
Тестовая обкатка нового силового агрегата производилась на «мулах», собранных на основе закупленных в Италии Fiat 124, для тестирования же трансмиссии использовались всевозможные «Опели».
Двигатель имел сравнительно большой рабочий объём — 2,3 литра, длинный ход поршня и очень гибкую моментную характеристику (185 Н·м при 2400 об./мин) при невысокой максимальной мощности (80 л. с. при 4400 об./мин), что копировало характерное поведение традиционных американских V8. В сочетании с небывало «длинной» главной парой заднего моста, имеющей передаточное отношение 2,53:1, этот двигатель позволял автомобилю развивать типичную для американских хайвеев тех лет скорость в 112 км/ч всего при 2600 об./мин, при этом сохраняя вполне достаточный запас мощности для манёвра скоростью. Однако большой и лёгкий четырёхцилиндровый двигатель оказался плохо сбалансирован, и при работе достаточно сильно вибрировал, особенно при неправильной настройке карбюратора — балансировочные валы в его конструкции отсутствовали в силу всё той же экономии.
Это, впрочем, оказалось далеко не единственной проблемой автомобиля, возникшей по вине этого мотора. Вскоре после начала продаж начались обращения по гарантийным случаям, связанным с разрушением глушителя на автомобилях с двигателем модели L11, имевшим двухкамерный карбюратор. Оказалось, что из-за сильной вибрации регулировочные винты карбюратора разбалтывались, смесь чрезмерно обогащалась, и машина «стреляла» в глушитель, разрушая его. Это повлекло за собой отзыв 130 тысяч «Вег». Второй отзыв летом 1972 года коснулся 350 тысяч автомобилей со стандартным двигателем и карбюратором Rochester, привод дросселя которого заклинивало в открытом положении. Постоянными проблемами двигателей первых выпусков стали повышенный расход масла и хронический перегрев из-за слишком маленьких каналов рубашки охлаждения блока. В свою очередь, из-за небольшой ёмкости масляного поддона картера перегрева или существенного падения уровня масла в процессе эксплуатации часто оказывалось достаточно для того, чтобы хрупкие алюминиевые стенки блока повреждались и мотор преждевременно выходил из строя, требуя дорогостоящего ремонта в виде замены блока. В итоге двигатель заполучил крайне дурную репутацию, которая вскоре распространилась и на автомобиль в целом.
Всё это оказалось следствием слишком раннего запуска ещё «сырого», не готового к серийному производству автомобиля вместе с остальными моделями 1971 года (осенью 1970 календарного). В сущности, первые покупатели выступали в роли испытателей, выявлявших недоделки оказавшейся на редкость «проблемной» конструкции. К этому добавилась характерное для США более, чем халатное отношение к техническому обслуживанию автомобилей, которого «Вега» ввиду вышеупомянутых деталей конструкции не прощала. Позднее заводские испытатели автомобиля вспоминали, что в те годы программа испытаний не предполагала проверки автомобиля на «защиту от дурака», и в ходе тестов они не имели никаких проблем с двигателем, потому что перед каждой сменой проверяли уровень масла и охлаждающей жидкости, — если бы во время испытаний случился перегрев, ответственный за автомобиль испытатель был бы скорее всего просто уволен. В результате двигатель никогда даже не испытывался на поведение в таких экстремальных ситуациях.
Изначально также существовали планы установки роторного двигателя Ванкеля, лицензия на производство которого была приобретена GM за большие деньги, но его так и не сумели довести до требуемого уровня надёжности и соответствия новым стандартам по выбросам в атмосферу, и к 1975 году от него окончательно отказались. Не имели серийного воплощения и работы над «горячей» версий «Веги», оснащённой специально разработанным 283-кубовым (4,6 л) алюминиевым V8, с которым машина даже с автоматической трансмиссией «выезжала» из 14 секунд на квотере (около 400 м).
Вопреки спортивной внешности, базовым вариантом коробки передач для «Веги» из соображений всё той же экономии стала отнюдь не способствовавшая динамичной езде трёхступенчатая «механика», причём с не самым удачным подбором передаточных чисел — вспоминают, что с места машина трогалась вяло, как будто на второй передаче (впрочем, на такой оценке в значительной степени сказались завышенные ожидания, основанные на опыте вождения автомобилей с моторами куда большего рабочего объёма и с намного большим крутящим моментом), а огромный разрыв в передаточных отношениях между 1—2 и 2—3 скоростями коробки делал управление во многих ситуациях малокомфортным. Ничуть не лучше были отзывы и об устанавливавшейся на автомобиль за доплату примитивной двухступенчатой автоматической коробке передач модели PowerGlide. Четырёхступенчатая коробка передач предлагалась также лишь за доплату, и долгое время оставалась наименее популярным выбором. Современный трёхступенчатый «автомат» модели Turbo-Hydramatic стал доступен только в 1972 модельном году, а в наибольшей степени подходящую ему пятиступенчатую механическую коробку передач на автомобиль стали устанавливать по заказу лишь в последние два года его выпуска.
Наряду с конструктивными недостатками, рано проявили себя и проблемы с коррозионной стойкостью кузова. GM очень гордилась новой технологией обработки кузова перед покраской, получившей коммерческое название Elpo и включавшей электрофорезное осаждение грунта методом погружения в ванну в сочетании с обработкой стального листа фосфатом цинка, — ровно до тех пор, пока не выяснилось, что кузова «Веги» оказались, вопреки ожиданиям, более склонны к ржавлению, чем традиционно подготовленные и окрашенные. Выяснилось, что, хотя в теории в ходе процесса подготовки к окраске грунт должен был проникнуть в каждую скрытую полость кузова, на практике во многих местах, например — в полостях передних крыльев, при погружении в грунтовочную ванну образовывались воздушные карманы, и эти места оказывались вообще не защищены слоем грунтовки. В ходе эксплуатации грязь, мусор и дорожная соль забивались в щели между брызговиками крыльев и щитом моторного отсека, в результате чего передние крылья прогнивали до сквозных дыр за несколько лет. Изначальный проект включал пластиковые подкрылки, которые должны были предотвратить такое развитие событий, однако каждый подкрылок стоил бы $1,14 — вдвое больше в расчёте на автомобиль, что руководство компании сочло неприемлемым и в серию «Вега» пошла без них. В итоге в 1974 году подкрылки всё же начали устанавливать, а компании пришлось потратить миллионы на гарантийную замену кузовных деталей на машинах раннего выпуска. Впрочем, склонны к развитию коррозии оказались не только передние крылья, но и также внешние пороги и короба кузова, нижние части дверей, панель под лобовым стеклом. Также очень быстро ржавели болты, при помощи которых регулировались углы установки передних колёс, что в конечном итоге не давало осуществить регулировку.
К явным проблемам с качеством добавлялась и критика, связанная с чрезмерно грубой и спартанской отделкой салона автомобиля, который был полностью обшит исключительно дешёвым жёстким пластиком, включая целиком отштампованные из него декоративные панели дверей. Со временем пластик становился хрупким и трескался, так что на редкой машине салон сохранился в своём первозданном виде. Оборудование его было также более, чем примитивным, вплоть до того, что на панели приборов отсутствовал даже перчаточный ящик. В принципе, бюджетная отделка салона была характерна и для более крупных «Шевроле», за вычетом самых дорогих комплектаций — однако в данном случае она слишком уж явно составляла неприятный контраст с весьма аккуратной отделкой салонов конкурировавших с «Вегой» европейских и японских автомобилей тех лет, особенно с учётом того, что «Вега» была не так уж и дёшева, — хорошо «упакованный» каммбэк по цене вплотную подбирался к BMW 2002.
Единственными однозначно сильными сторонами «Веги» были управляемость, которую обеспечивала достаточно продвинутая по сравнению со всё ещё использовавшими листовые рессоры на задней оси моделями конкурентов пружинная подвеска, и опелевские дисковые передние тормоза, также весьма выгодно отличавшиеся от бывших в те времена стандартом на недорогих американских автомобилях «барабанов» по кругу.
При всём при этом, изначально продажи «Веги» были весьма хороши, особенно после начала бензинового кризиса в 1973 году, вообще подстегнувшего продажи небольших, экономичных автомобилей. Пресса была благосклонна, и в 1971 году «Вега» стала Автомобилем года по версии журнала Motor Trend. Продолжалось это до 1974 года, то есть, до того времени, когда стали очевидны конструктивные дефекты силового агрегата и кузова. После этого «Вегу» не спасли ни хорошая экономичность, ни сравнительно неплохая динамика — 12,2 секунды за до 100 км/ч в базовом варианте, ни эталонная по американским меркам управляемость, ни низкая цена, ни пятилетняя гарантия на двигатель, появившаяся после его обширной модернизации в 1976 году (Dura-Built 140): были увеличены пропускные каналы в рубашке охлаждения блока и появился новый водяной насос, что решило проблему перегрева, появились переработанная головка с новыми гидравлическими толкателями клапанов, изменёнными направляющими клапанов и маслосъёмными кольцами, что снизило расход масла примерно на 50 %, новая прокладка ГБЦ, новый термостат, и так далее. С ней «умер» и этот уникальный двигатель, хотя впоследствии та же технология была доведена до совершенства европейскими фирмами, такими, как Porsche, Mercedes-Benz и BMW, в результате в настоящее время безгильзовые алюминиевые блоки стали привычным явлением (стоит, впрочем, отметить, что современные двигатели такого типа рассчитаны на совершенно иной уровень технического обслуживания, а также снабжены эффективным электронными системами предупреждения о неисправности, отсутствовавшими на «Веге»).
Прямого последователя в модельном ряду GM «Вега» не имела: выпускавшийся параллельно с ней с 1975 года и имевший с «Вегой» общую платформу субкомпакт Chevrolet Monza был больше по размеру и имел более откровенную спортивную ориентацию (вплоть до того, что первоначально единственным вариантом кузова было хетчбэк-купе вместимостью 2+2), в то время, как представленный в 1977 году Chevrolet Chevette был построен на платформе Opel Kadett C и, напротив, был существенно компактнее. Правда, в 1978 году остававшиеся кузова хетчбэков были использованы в качестве основы для «временной» модели — Chevrolet Monza S, которая имела кузов «Веги» с передком от «Монцы» и предлагалась как сверхбюджетный вариант последней. Точно такое же «посмертие» обрели и универсалы на базе «Веги», в 1978–79 годах предлагавшиеся с новым оформлением передка в рамках модельного ряда Monza.

## Устройство

### Характеристики двигателя
| Год  | Стандартный вариант                                        | Пакеты опций L-11 и GT / Z29 /двухкамерный карбюратор/      | Пакет опций ZO9 /тюнинг от Cosworth/                        |
| ---- | ---------------------------------------------------------- | ----------------------------------------------------------- | ----------------------------------------------------------- |
| 1971 | 90 л. с. при 4400 об./мин 136 футо-фунтов при 2400 об./мин | 110 л. с. при 4800 об./мин 138 футо-фунтов при 3200 об./мин |                                                             |
| 1972 | 80 л. с. при 4400 об./мин 121 футо-фунтов при 2400 об./мин | 90 л. с. при 4800 об./мин 121 футо-фунтов при 2800 об./мин  |                                                             |
| 1973 | 72 л. с. при 4400 об./мин 100 футо-фунтов при 2000 об./мин | 85 л. с. при 4800 об./мин 115 футо-фунтов при 2400 об./мин  |                                                             |
| 1974 | 75 л. с. при 4400 об./мин 115 футо-фунтов при 2400 об./мин | 85 л. с. при 4400 об./мин 122 футо-фунтов при 2400 об./мин  |                                                             |
| 1975 | 78 л. с. при 4200 об./мин 120 футо-фунтов при 2000 об./мин | 87 л. с. при 4400 об./мин 122 футо-фунтов при 2800 об./мин  | 110 л. с. при 5600 об./мин 107 футо-фунтов при 4800 об./мин |
| 1976 | 70 л. с. при 4200 об./мин 120 футо-фунтов при 2000 об./мин | 84 л. с. при 4400 об./мин 122 футо-фунтов при 2800 об./мин  | 110 л. с. при 5600 об./мин 107 футо-фунтов при 4800 об./мин |
| 1977 |                                                            | 84 л. с. при 4400 об./мин 122 футо-фунтов при 2800 об./мин  |                                                             |

примечание: после 1972 года приведены значения мощности в SAE Net hp, до — в bhp; двигатель L-11 стал стандартным в 1977 году.

## Производство
Всего в 1971—77 модельных годах было выпущено 1 966 157 автомобилей, включая 3508 штук с тюнингом от Cosworth. Пик производства пришёлся на период после начала бензинового кризиса 1973 года. В наиболее успешные годы в день собиралось около 2,5 тысяч «Вег». С 1973–1974 годов к производству машины подключился второй завод — Sainte-Thérèse Assembly в канадском Квебеке.
| Модельный год | Купе  | Хетчбэк | Каммбэк | Фургон | Cosworth | Итого   |
| 1971          | 58800 | 168300  | 42800   | 7800   | —        | 277700  |
| 1972          | 55800 | 262700  | 72000   | 4114   | —        | 394592  |
| 1973          | ?     | ?       | ?       | ?      | —        | 395792  |
| 1974          | 63591 | 271682  | 113326  | 4287   | —        | 452886  |
| 1975          | 35143 | 112912  | 56133   | 1525   | 2061     | 206239  |
| 1976          | 27619 | 77409   | 46114   | —      | 1446     | 160523  |
| 1977          | 12365 | 37395   | 25181   | —      | —        | 78402   |
|               |       |         |         |        |          | 1966157 |